# Orval Overall
Orval Overall (Farmersville, Califórnia, 2 de fevereiro de 1881 - Fresno, Califórnia, 14 de julho de 1947) foi um jogador de beisebol americano da MLB. Ele foi membro da equipe do Chicago Cubs nos início dos anos de 1900.

## Biografia
Overall nasceu em Farmersville, Califórnia. Ele freqüentou a Universidade da Califórnia em Berkeley, onde era membro da fraternidade Sigma Nu e capitão do time de futebol americano.
Overall começou sua carreira profissional de beisebol em 1904. Com o Tacoma Tigers da Pacific Coast League, ele lançou 510.2 entradas, passando 32-25 com uma média de 2,78 jogadas. Ele foi contratado pelo Cincinnati Reds em setembro. Em 1905, em sua temporada de novato, ele era um arremessador reserva e ganhou 18 jogos. Em 1906 ele foi negociado com o Chicago Cubs. Em 18 jogos para Chicago, seu total foi de 12 a 3 com um ERA de 1,88. O Cubs de 1906 estabeleceram um recorde da liga principal com mais vitórias em uma mesma temporada sendo campeão da Liga Nacional.
Em 1907 Overall melhorou seu desempenho. Ele foi 23-7 com oito shutouts e 1,68 de ERA. Ele também ganhou um jogo na World Series de 1907, quando o Cubs ganharam seu primeiro título. Em 1908, Overall "caiu" para apenas 15 vitórias, mas também ganhou pela segunda vez a World Series. Nessa série, Overall definiu um recorde do Cubs para o maior número de strikeouts em um jogo de World Series por um único lançador (10), que permaneceu por 108 anos. Na primeira entrada do jogo contra o Detroit Tigers, ele se tornou o primeiro arremessador a conseguir 4 strikeouts em uma mesma entrada. Em 1909, ele ganhou 20 jogos e estabeleceu o ERA mais baixo de sua carreira (1,42). Ele também liderou a NL em strikeouts, com 205.
Overall se aposentou após a temporada de 1910. Ele fez um breve retorno em 1913. Ele tocou sete anos nas principais ligas no total, compilando um recorde de 108-71 com uma ERA de 2,23. Ele foi vice-presidente e gerente de um banco depois que sua carreira de beisebol terminou.